# 日本走灯藓
日本走灯藓（学名：Plagiomnium japonicum）为提灯藓科走灯藓属下的一个种。其种加词“japonicum”意为“日本的”。